# Mare nostro
Mare nostro è un'opera buffa in due atti di Lorenzo Ferrero su un libretto italiano di Marco Ravasini, liberamente ispirata alla commedia di Vittorio Alfieri del 1804  L'antidoto (o Tre veleni rimesta, avrai l'antidoto). Il lavoro è stato completato nel 1985 ed eseguito per la prima volta al Teatro Comunale di Alessandria l'11 settembre 1985.
La storia, che si svolge su una piccola isola del Mediterraneo, racconta di "un filosofo mittel-europeo, attento alle implicazione del mondo postmoderno, che abbandona la dialettica negativa per far soldi."

## Esecuzioni
La produzione originale diretta da Edoardo Müller con la regia di Giorgio Barberio Corsetti è stata successivamente ripresa dal festival Benevento Città Spettacolo il 14 settembre, e al festival Settembre Musica a Torino il 19 settembre 1985. Una nuova produzione dell'opera, diretta da Gianfranco Masini è stata eseguita il 18 ottobre 1991 al Teatro Sociale di Rovigo e il 26 ottobre al Teatro Comunale di Treviso. La produzione è stata registrata su un doppio CD audio dall'etichetta italiana Ricordi.

## Compagnia di canto della prima
| Personaggio                                     | Registro vocale         | Compagnia della prima, 11 settembre 1985 (Direttore: Edoardo Müller) |
| ----------------------------------------------- | ----------------------- | -------------------------------------------------------------------- |
| Vinerblut, un filosofo straniero                | basso profondo          | Roberto Scandiuzzi                                                   |
| Pigliatutto, un ricco possidente locale         | baritono                | Bojan Šober                                                          |
| Astradiva, astrologa e moglie di                | mezzosoprano            | Maria Trabucco                                                       |
| Marchingello, sognatore e idealistico inventore | basso-baritono          | Alfonso Antoniozzi                                                   |
| Candeggina, ragazza locale, fidanzata di        | soprano                 | Ilaria Galgani                                                       |
| Rimestino, un pescatore sfortunato              | tenore                  | Giuseppe Costanzo                                                    |
| Piglianchella, moglie di Pigliatutto            | voce di soprano interna |                                                                      |
| Il signor Ivenmor, un marinaio, coro.           |                         |                                                                      |

## Trama
Luogo: una piccola isola del Mediterraneo
Tempo: indeterminato
Atto I
Vinerblut, un filosofo mittel-europeo, specializzato in “critica critica,” e momentaneamente disoccupato, approda ad una non meglio specificata isola del Mediterraneo, avendo sentito parlare di una miracolosa macchina pigliapesci. Origliando una conversazione fra i nativi apprende che la geniale invenzione è nelle mani di Pigliatutto, il proprietario dell'isola. Si presenta quindi con alcuni doni da Pigliatutto, che lo scambia per un'altra persona che sta aspettando. Vinerblut si fa passare per un indovino itinerante e predice un terribile destino per l'isola e i suoi abitanti, promettendo al tempo stesso di offrire un antidoto.
Atto II
I servi di Pigliatutto vogliono fuggire e Candeggina sogna di scappare con Vinerblut. Astradiva, Rimestino e Marchingello decidono di impadronirsi a tutti i costi della macchina, ma Vinerblut riesce a rubarla per primo, dopo di che si prepara ad abbandonare l'isola con Candeggina. Sulla spiaggia all'alba il baule in cui è nascosta la macchina si rompe, e tutti si mettono a litigare su di essa finché finisce in pezzi. Ma Pigliatutto non è per nulla preoccupato e annuncia che è arrivato il signor Ivenmor, l'investitore straniero che stava aspettando, con progetti per trasformare l'isola in villaggio turistico. Pigliatutto vorrebbe punire il quartetto di nativi e il falso profeta per il loro tradimento, ma il signor Ivenmor ha un'idea migliore: trasformarli in animatori turistici del nuovo resort.

## Arie significative ed estratti
L'intermezzo sinfonico, Intermezzo notturno, è stato adattato per piccola orchestra per esecuzione concertistica ed eseguito per la prima volta a Milano nel dicembre 1986.

## Registrazioni
| Anno | Compagnia | Direttore, Teatro e Orchestra                                                                               | Etichetta discografica            |
| ---- | --- | --- | --------------------------------- |
| 1991 | Danilo Rigosa, Amelia Felle, Eleonora Jankovic, Claudio Di Segni, Alfonso Antoniozzi, Danilo Serraiocco, Sonia Visentin | Gianfranco Masini, Teatro Sociale di Rovigo, Orchestra e Coro del Conservatorio Francesco Venezze di Rovigo | Double CD: Ricordi Cat: RFCD 2016 |